# 김천모암초등학교
김천모암초등학교(金泉帽岩初等學校)는 대한민국 경상북도 김천시에 있는 초등학교로, 1950년 6월 10일에 개교되었다.

## 학교 연혁
- 1950.06.10 금릉학원에서 개교
- 1950.11.03 현재 본교로 이전
- 1996.03.01 김천모암초등학교로 개명
- 2002.02.28 학교경영 우수교 표창
- 2003.02.28 저축 유공 우수교 표창
- 2005.01.31 2004 학교경영 우수교 표창
- 2005.05.31 제34회 전국소년체육대회, 테니스부 단체전 1위(4연패)
- 2007.05.31 제36회 전국소년체육대회, 테니스부 단체전 1위
- 2008.12.26 학교평가 우수교,자율장학공모제 우수교, 유치원 평가 최우수 유치원
- 2010.03.01 제26대 장재민 교장 부임, 11학급 편성(특수학급 1 포함)
- 2012.03.01 제27대 이재건 교장 부임, 10학급 편성(특수학급 1포함)
- 2013.03.01 9학급 편성(특수학급 1포함)
- 2013.09.01 제28대 이용대 교장 부임
- 2013.12.31 학교평가 최우수학교 표창(교육감)
- 2015.03.01 8학급 편성(특수학급 1포함)